# Dante Morandi
Dante Morandi (Raggioli di Pelago, Toscana, 24 de febrer de 1958) és un ciclista italià, ja retirat, que fou professional entre 1979 i 1988. Combinà el ciclisme en pista amb la carretera i en el seu palmarès destaca una victòria d'etapa al Giro d'Itàlia de 1980.

## Palmarès
- 1976
  - 1r a la Coppa Ciuffenna
- 1977
  - 1r al Gran Premi Comuna de Cerreto Guidi
- 1978
  - 1r al Gran Premi Vivaisti Cenaiesi
  - 1r a la Copa Caduti Sant'Allucci
- 1980
  - Vencedor d'una etapa al Giro d'Itàlia

### Resultats al Giro d'Itàlia
- 1979. 76è de la classificació general
- 1980. 78è de la classificació general. Vencedor d'una etapa
- 1981. 101è de la classificació general
- 1982. 94è de la classificació general
- 1983. 138è de la classificació general
- 1984. 126è de la classificació general
- 1985. Abandona
- 1986. 140è de la classificació general
- 1987. 133è de la classificació general
- 1988. 125è de la classificació general